# Simon Faddoul
Simon Faddoul (Dik El Mehdi, Líbano, 7 de janeiro de 1958) é um clérigo libanês e bispo maronita de Ibadan.
Simon Faddoul recebeu o sacramento da ordenação em 9 de agosto de 1987.
Em 13 de janeiro de 2014, o Papa Francisco o nomeou Exarca Apostólico da África Ocidental e Central (sem, no entanto, lhe conferir a dignidade episcopal) e Visitador Apostólico para a África Austral.
Com a elevação do exarcado à eparquia da Anunciação de Lord Ibadan, o Papa Francisco o nomeou seu primeiro bispo diocesano em 28 de fevereiro de 2018. Foi ordenado bispo em 7 de abril do mesmo ano pelo Patriarca Maronita de Antioquia, Béchara Pierre Cardeal Raï.